# Klaus-Dieter Seehaus
Klaus-Dieter Seehaus (Hagen, 6 oktober 1942 – Rostock, 10 februari 1996) was een Oost-Duits voetballer, die speelde voor SC Empor Rostock en Hansa Rostock. Hij overleed op 53-jarige leeftijd.

## Interlandcarrière
De middenvelder speelde in totaal tien officiële interlands voor het voetbalelftal van de Duitse Democratische Republiek. Seehaus maakte deel uit van het Duits eenheidsteam op de Olympische Zomerspelen 1964, waar de ploeg de bronzen medaille won.